# Fermo Camellini
Fermo Camellini (Scandiano, Itália, 7 de dezembro de 1914 - Beaulieu-sur-Mer, 27 de agosto de 2010) foi um ciclista que foi profissional entre 1937 e 1951. Nascido italiano, a 8 de outubro de 1948 se nacionalizou francês. Em seu palmarés destacam duas etapas ao Tour de France de 1947, volta na qual finalizou duas vezes entre os dez primeiros. Também destaca a classificação geral da Paris-Nice de 1946 e a Flecha Valona de 1948.
Era irmão do também ciclista Guerrino Camellini.

## Palmarés
1937
- 1º na carreira da cota Nice-La Turbie
- 1º no Grande Prêmio de Guillaumont

1938
- 1º no Circuito dos Alpes
- 1º na Nice-Annot-Nice

1939
- 1º no Grande Prêmio da Costa Azul e vencedor de 2 etapas
- 1º no Circuito dos Maures
- 1º no Circuito de Mont Ventor
- 1º no Tour de Gard

1941
- 1º na Nice-Annot-Nice
- 1º na Nice-Mont Chauve
- 1º no Circuito de Mont Ventor e vencedor de uma etapa
- 1º na cursa da cota Nice-La Turbie
- 1º no Prêmio de Ambérieu

1942
- 1 etapa na Volta à Catalunha
- 1º no Grande Prêmio do Alta Saboia

1944
- 1r do Grande Prêmio de Cagnes-sur-Mero

1945
- 1º no Grande Prêmio de Nice
- 1º no Grande Prêmio de Provenza
- 1º no Circuito do Lemosín
- 1º na Paris-Reims
- 1º no Critérium do Sudoeste
- 1º no Critérium da Costa Azul

1946
- 1º na Paris-Nice
- 1º na Nice-Mont Agel
- 1º na Através de Lausana
- 1º nos Quatro dias de Suíça
- Vencedor de uma etapa no Grande Prêmio de Armagnac

1947
- Vencedor de 2 etapas do Tour de France
- Vencedor de uma etapa do Critèrium do Dauphiné Libéré
- 1º no Critérium de Lausana

1948
- 1º na Flecha Valona
- 1º no Grande Prêmio do Jogo de Oran

1950
- 1º no Prêmio de Pau

### Resultados ao Tour de France
- 1947. 7º da classificação geral e vencedor de 2 etapas
- 1948. 8º da classificação geral
- 1949. Abandona (18ª etapa)

### Resultados à Volta em Espanha
- 1942. 10º da classificação geral

### Resultados ao Giro d'Italia
- 1946. Abandona (12ª etapa). Maillot rosa durante 3 etapas